# Mariana Iskandarani
Mariana Iskandarani es una productora de televisión mexicana. Conocida por su asociación con Telemundo y Argos Comunicación. Es también vicepresidenta de producción de Telemundo Global Studios. Sus producciones más destacados son Pasión prohibida, Señora Acero, El señor de los cielos, Corazón valiente, entre otros.

## Trayectoria

### Vicepresidenta de producción
Telemundo Global Studios
- Enemigo íntimo (2018)
- El Chema (2016-2017)
- La doña (2016-2017)
- Señora Acero, La Coyote (2015-2018)
- El señor de los cielos (2015-2018)

### Ejecutiva a cargo de la producción
Telemundo Global Studios
- Señora Acero (2014)
- La impostora (2014)

### Productora ejecutiva
Telemundo Global Studios
- Pasión prohibida (2013)

### Productora general
Telemundo Global Studios
- Media parte de Corazón valiente (2012)
- Una maid en Manhattan (2011-2012)

### Locaciones
Telemundo Global Studios
- Media parte de Aurora (2010-2011)

### Supervisora de producción
Telemundo Global Studios
- Perro amor (2010)
- Primera parte de Pecados ajenos (2007-2008)

### Jefa de producción
Telemundo Global Studios
- Segunda parte de Tierra de pasiones (2006)
- Segunda parte de El cuerpo del deseo (2005-2006)